# 董溪乡
董溪乡，是中华人民共和国四川省巴中市通江县曾经下辖的一个乡。2020年5月，撤销董溪乡，将原董溪乡所属行政区域划归洪口镇管辖。

## 行政区划
董溪乡撤销前下辖以下地区：
土墙坝村、陈家营村、东峪沟村、尖场坝村、青龙咀村、王家营村和堰岭村。